# MAS 49半自動小銃
MAS-49小銃は、MAS-36ボルトアクション式小銃の後継小銃として第二次世界大戦後にMAS(Manufacture d'Armes St. Etienne：サン＝テティエンヌ造兵廠) にて設計されたフランス製の歩兵用セミオートマチック小銃である。

## 概要
第一次世界大戦の影響から立ち直ったフランス軍は、小火器開発の遅れを取り戻すべく、当時の近代装備であった自動小銃の開発を求め、第二次世界大戦前からMAS-38/39、MAS-40、MAS-44といった各種の自動小銃を開発・試作し、動作機構の研究を進めていた。MAS-49小銃は、少数ながらフランス軍に導入されたMAS-44を基に開発が進められ、1949年に制式採用された。1951年に量産が開始され、MAT 49やAA-52汎用機関銃などと共に第一次インドシナ戦争やアルジェリア独立戦争、スエズ動乱などで使用された。
後に登場した改良型のMAS-49/56は、インドシナ戦争やスエズ動乱、アルジェリア独立戦争における機械化歩兵や空挺部隊の戦訓に基づいて、銃身短縮・ハンドガード前部の除去による軽量化と短小化を行い、銃剣をそれまでのスパイク式から短剣式に変更した他、ライフルグレネード発射用のフラッシュハイダーと照準器を標準装備としている。
MAS-49およびMAS-49/56は歩兵用ライフルとしては長命で、1979年に5.56mm NATO弾を使用するブルパップ方式のFA-MASに更新開始されるまでの約28年間、フランス陸軍やフランス外人部隊で使用され続けた。この銃は殆ど整備をしなくても確実な作動が可能なほど信頼性が高く、実際に外人部隊が戦闘を行ったインドシナやアルジェリア、常設的に部隊が展開しているジブチ（第13外人准旅団）やフランス領ギアナ（第3外人歩兵連隊）において作動不良の苦情が殆ど無かったことからも窺い知れる。
フランス軍制式小銃の座を後継のFA-MASに譲り渡し1978年に生産終了された後も、1990年代までフランス軍に用いられ続けた。また、250丁ほどのMAS-49/56が7.62mm NATO弾仕様へ改造され、フランス警察へ納入された。
生産数はMAS-49が20,600丁、MAS-49/56が275,240丁で、生産数の大半は改良型のMAS-49/56である。

## 構成

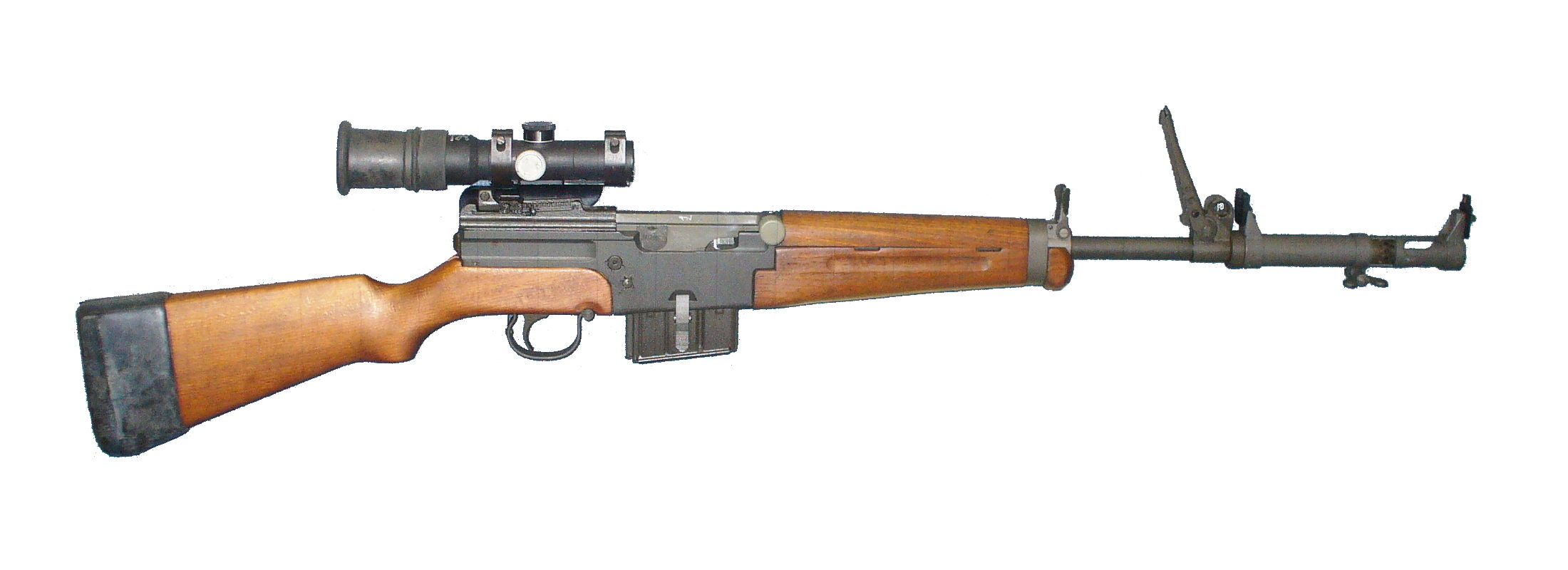
APX 806L(SOM)光学照準器を搭載した状態のMAS-49/56
銃口には小銃用擲弾発射器兼用の大型消炎器、銃床には衝撃緩和用のゴムパッドが装着されている。
ハンドガード前端のガスカットオフスイッチと、擲弾照準器がそれぞれ引き起こされ、擲弾発射に備えた状態になっている。

MAS49は前任のMAS-36ボルトアクション式小銃と同様に7.5mm×54弾薬を使用する。
この銃の作動機構は、スウェーデンのC.J.リュングマンAB社製のAg m/42やアメリカのM16と同様に、ガスポートから送り込まれてきた発射ガスを直接ボルトキャリアーに吹き付けて作動させるガス直接噴射式（ダイレクト・インピンジメント式）を採用している。直接噴射式の作動方式は、ロシニョールによってフランス軍のために設計された6mm弾薬を使用する半自動式の試作小銃(Rossignol ENT B-5(英語版)において1901年に世界で初めて適用され、その後も1924年以降幾つかの試作小銃が開発されたが、フランス軍に制式採用されることはなかった。7.5mm×54弾薬を使用するMAS-38/39、MAS-40、MAS-44を経て、ようやくMAS-49小銃でフランス軍に制式採用された。
MAS-49小銃の作動機構では、作動用の発射ガスは銃身上側のポートから取り出され、ボルト・キャリアー前部に位置する、一方が開いた円筒状のくぼみに直接吹き付けられた。この作動機構は、ボルト・キャリアー前部から離れた場所に位置するボルト本体にガスの汚れを堆積させないという長所があった。
ボルト閉鎖機構は、M16やAK-47などのような回転ロック方式ではなく、上記のAg m/42、SKSカービンやFN FAL等と同じティルトボルト式（ボルトが上下に浮き沈みして、レシーバー内のブロックと噛み合ってロッキングする方式）である。銃身は根本だけで支えられるフリーフローティング式で装着されている。
装弾方式は弾倉式で、ダブルカラムの10連発箱型マガジンを引き金のすぐ前方に挿入する。マガジンを固定するためのレバーは銃側ではなく、マガジンの右側面に設けられている。最終弾発射後はマガジンフォロアーによって押し上げられたボルトストップが干渉し、ボルトが後退状態で止まる設計になっている。銃のレシーバー上面にはクリップ装填用のガイドが残されており、マガジンを挿入しボルトを後退させた状態で、5発入りのクリップを使って装填することも可能だった。
改良型であるMAS-49/56のハンドガード前端にはガスカットオフスイッチがあり、これを引き起こすと銃身からのガス導入が遮断され、ライフルグレネード用照準器を引き起こせるようになる。ライフルグレネードの射距離は、照準器の目盛りと引き起こし角度、そしてグレネードを発射器に挿入する深さによって調節される。グレネード用照準器を途中まで引き起こすと低射角の直接射撃、完全に引き起こすと高射角の間接射撃に対応する。銃床にはグレネード発射時の衝撃を緩和するためのゴムパッドを装着できた。
MAS-49とMAS-49/56は共にレシーバーの左側にレールを備えており、ピュトー工廠で開発された「Modele 1953」APX 806L（SOM）望遠照準器をレールにスライドさせ小さな緊定レバーで固定することにより即座に装着する事が出来る。MAS-49およびMAS49/56は、調整式照門により最大400メートルまで、APX 806L望遠照準器により最大800メートルまでの範囲で、人間大のターゲットにコンスタントに命中させることが可能である。